# فیلم‌شناسی ناتالی پورتمن

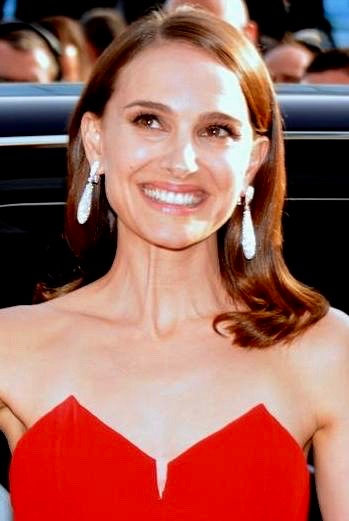
پورتمن در جشنواره فیلم کن ۲۰۱۵

ناتالی پورتمن بازیگری با شهروندی دوگانه ایالات متحده و اسرائیل است. نخستین حضورش در سینما در ۱۳ سالگی در لئون به کارگردانی لوک بسون است که وی در نقش یک کودک کینه‌توز قاتل ظاهر شد. وی به دنبال آن در تریلر جنایی مخمصه ساخته مایکل مان، کمدی عاشقانه دختران زیبا به کارگردانی تد دم و کمدی علمی تخیلی مریخ حمله می‌کند! به کارگردانی تیم برتون ظاهر شد. سه سال بعد، نقش مکمل وی به عنوان دختر یک مادر خودشیفته با نقش آفرینی سوزان ساراندون در درام هر جا جز این‌جا باعث کسب نخستین نامزدی جایزه گلدن گلوب برای وی شد. در همان سال، پورتمن در نقش پدمه آمیدالا در نخستین قسمت سه‌گانه جنگ ستارگان (جنگ ستارگان اپیزود اول: تهدید شبح) نقش آفرینی کرد که باعث شد در عرصه بین‌المللی شناخته شود.
او برای بازی در نقش یک استریپر در درام رمانتیک نزدیک‌تر جایزه گلدن گلوب بهترین بازیگر نقش مکمل زن را دریافت کرد و نامزد دریافت جایزه اسکار بهترین بازیگر نقش مکمل زن نیز شد. دو سال بعد نقش ایوی هموند را در تریلر سیاسی وی مثل وندتا را به تصویر کشید که برایش جایزه ساترن بهترین بازیگر نقش اول زن را دریافت کرد. وی سپس میزبان پخش زنده شنبه شب شد. در سال ۲۰۱۰ پورتمن در تریلر روانشناسانه قوی سیاه به کارگردانی دارن آرونوفسکی در نقش یک بالرین که ذهنا شکنجه شده ظاهر شد که برایش جایزه اسکار بهترین بازیگر نقش اول زن، جایزه گلدن گلوب بهترین بازیگر زن فیلم درام، و جایزه بفتای بهترین بازیگر نقش اول زن را دریافت کرد.
در سال ۲۰۱۱ وی در کمدی‌های بدون تعهد و والاحضرت حضور یافت. همچنین در همان سال پورتمن در فیلم ثور در نقش جین فاستر، دوست‌دختر ابرقهرمان فیلم، بازی کرد. در سال ۲۰۱۳ وی همین نقش را در دنباله آن، ثور: دنیای تاریک نیز ایفا کرد. وی در سال ۲۰۱۵ در درام رمانتیک شوالیه جام‌ها به کارگردانی ترنس مالیک درخشید، و نخستین مقام کارگردانی فیلم را با قصه عشق و تاریکی اقتباسی از رمان زندگینامه‌ای به همین نوشته عاموس عوز را تجربه کرد؛ وی همچنین در این فیلم بازی کرد. سال بعد پورتمن در نقش ژاکلین کندی اوناسیس در درام فیلم زندگینامه‌ای جکی حضور یافت که به خاطر آن نامزد دریافت جایزه بفتا، جایزه گلدن گلوب و جایزه اسکار شد.

## فیلم‌ها
| سال    | عنوان                               | نقش(ها)             | یادداشت‌ها                                                                            | م.                   |
| ------ | ----------------------------------- | ------------------- | ------------------------------------------------------------------------------------ | -------------------- |
| ۱۹۹۴   | لئون                                | ماتیلدا             |                                                                                      | [ ۱۸ ]               |
| ۱۹۹۵   | پرورش دادن                          | نینا                | فیلم کوتاه                                                                           | [ ۱۹ ] [ ۲۰ ]        |
| ۱۹۹۵   | مخمصه                               | لائورن              |                                                                                      | [ ۲۱ ]               |
| ۱۹۹۶   | دختران زیبا                         | مارتی               |                                                                                      | [ ۲۲ ]               |
| ۱۹۹۶   | همه می‌گویند دوستت دارم              | لارا                |                                                                                      | [ ۲۳ ]               |
| ۱۹۹۶   | مریخ حمله می‌کند!                    | تافی دیل            |                                                                                      | [ ۲۴ ]               |
| ۱۹۹۹   | جنگ ستارگان اپیزود اول: تهدید شبح   | پدمه آمیدالا        |                                                                                      | [ ۲۵ ]               |
| ۱۹۹۹   | هر جا جز این‌جا                      | آن آگوست            |                                                                                      | [ ۲۲ ]               |
| ۲۰۰۰   | جایی که قلب آنجاست                  | ناوالی نیشن         |                                                                                      | [ ۲۲ ]               |
| ۲۰۰۱   | زولندر                              | در نقش خودش         |                                                                                      | [ ۲۶ ]               |
| ۲۰۰۲   | جنگ ستارگان اپیزود دوم: حمله کلون‌ها | پدمه آمیدالا        |                                                                                      | [ ۲۷ ]               |
| ۲۰۰۳   | کوهستان سرد                         | سارا                |                                                                                      | [ ۲۲ ]               |
| ۲۰۰۴   | ایالت گلستان                        | سامانتا             |                                                                                      | [ ۲۲ ]               |
| ۲۰۰۴   | نزدیک‌تر                             | آلیس                |                                                                                      | [ ۲۸ ]               |
| ۲۰۰۵   | جنگ ستارگان اپیزود سوم: انتقام سیت  | پدمه آمیدالا        |                                                                                      | [ ۲۹ ]               |
| ۲۰۰۵   | منطقه آزاد                          | ربکا                |                                                                                      | [ ۳۰ ]               |
| ۲۰۰۶   | وی مثل وندتا                        | ایوی هموند          |                                                                                      | [ ۲۲ ]               |
| ۲۰۰۶   | پاریس، دوستت دارم                   | فرانسین             | او در بخشی به کارگردانی تام تیکور حاضر شد.                                           | [ ۳۱ ] [ ۳۲ ]        |
| ۲۰۰۶   | اشباح گویا                          | اینس/ آلیشیا        |                                                                                      | [ ۲۲ ]               |
| ۲۰۰۷   | شب‌های بلوبری من                     | لزلی                |                                                                                      | [ ۳۳ ]               |
| ۲۰۰۷   | هتل شوالیه                          | رت                  | فیلم کوتاه                                                                           | [ ۳۴ ]               |
| ۲۰۰۷   | دارجلینگ محدود                      | رت                  |                                                                                      | [ ۳۴ ]               |
| ۲۰۰۷   | فروشگاه عجیب آقای مگوریوم           | مالی ماهونی         |                                                                                      | [ ۳۵ ]               |
| ۲۰۰۸   | دختر دیگر بولین                     | آن بولین            |                                                                                      | [ ۲۲ ]               |
| ۲۰۰۹   | زن دیگر                             | امیلیا گرینلیف      | همچنین تهیه‌کننده اجرایی                                                              | [ ۳۶ ]               |
| ۲۰۰۹   | نیویورک، دوستت دارم                 | ریفکا               | در قسمتی کارگردانی‌شده توسط میرا نایر حضور یافت همچنین کارگردان و نویسنده برای یک بخش | [ ۳۷ ]               |
| ۲۰۰۹   | برادران                             | گریس کهیل           |                                                                                      | [ ۳۸ ]               |
| ۲۰۱۰   | هشر                                 | نیکول               | همچنین تهیه‌کننده                                                                     | [ ۳۹ ] [ ۴۰ ]        |
| ۲۰۱۰   | قوی سیاه                            | نینا سیرز           |                                                                                      | [ ۴۱ ]               |
| ۲۰۱۱   | بدون تعهد                           | اما کورتسمن         | همچنین تهیه‌کننده اجرایی                                                              | [ ۴۲ ] [ ۴۳ ]        |
| ۲۰۱۱   | والاحضرت                            | ایزابل              |                                                                                      | [ ۲۲ ]               |
| ۲۰۱۱   | ثور                                 | جین فاستر           |                                                                                      | [ ۲۲ ]               |
| ۲۰۱۳   | توهمات و آینه‌ها                     | زن جوان             | فیلم کوتاه                                                                           | [ ۴۴ ]               |
| ۲۰۱۳   | ثور: دنیای تاریک                    | جین فاستر           |                                                                                      | [ ۲۲ ]               |
| ۲۰۱۵   | آتش هفتم                            | —                   | تهیه‌کننده اجرایی مستند                                                               | [ ۴۵ ]               |
| ۲۰۱۵   | شوالیه جام‌ها                        | الیزابت             |                                                                                      | [ ۴۶ ]               |
| ۲۰۱۵   | قصه عشق و تاریکی                    | فانیا اُز            | همچنین تهیه‌کننده و نویسنده                                                           | [ ۴۷ ]               |
| ۲۰۱۶   | جین اسلحه دارد                      | جین همند            | همچنین تهیه‌کننده                                                                     | [ ۴۳ ] [ ۴۸ ] [ ۴۹ ] |
| ۲۰۱۶   | غرور و تعصب و زامبی‌ها               | —                   | تهیه‌کننده                                                                            | [ ۴۳ ] [ ۵۰ ]        |
| ۲۰۱۶   | جکی                                 | ژاکلین کندی اوناسیس |                                                                                      | [ ۵۱ ]               |
| ۲۰۱۶   | افلاک نما                           | لورا بارلو          |                                                                                      | [ ۵۲ ] [ ۵۳ ]        |
| ۲۰۱۷   | ترانه به ترانه                      | روندا               |                                                                                      | [ ۵۴ ]               |
| ۲۰۱۸   | نابودی                              | زیست‌شناس            |                                                                                      | [ ۵۵ ]               |
| ۲۰۱۸   | وکس لوکس                            | سلست                | همچنین تهیه‌کننده اجرایی                                                              | [ ۵۶ ]               |
| ۲۰۱۸   | مرگ و زندگی جان اف. داناون          | سم ترنر             |                                                                                      | [ ۵۷ ]               |
| ۲۰۱۸   | صخره دلفین                          | راوی                | مستند                                                                                | [ ۵۸ ]               |
| ۲۰۱۹   | انتقام‌جویان: پایان بازی             | جین فاستر           | فیلم بایگانی از ثور: دنیای تاریک و صدای خارج از تصویر جدید                           | [ ۵۹ ]               |
| ۲۰۱۹   | لوسی در آسمان                       | لوسی کولا           |                                                                                      | [ ۶۰ ]               |
| ۲۰۲۲   | ثور: عشق و تندر                     | جین فاستر           |                                                                                      | [ ۶۱ ]               |
| ۲۰۲۳   | می دسامبر                           | الیزابت بری         | همچنین تهیه‌کننده                                                                     | [ ۶۲ ]               |
| ۲۰۲۵   | چشمه جوانی                          | شارلوت پوردو        |                                                                                      |                      |
| نامشخص | سکس خوب                             | اَلی                 | همچنین تهیه‌کننده                                                                     |                      |

## تلویزیون
| سال        | عنوان                              | نقش                       | توضیحات                                                                 | منا.          |
| ---------- | ---------------------------------- | ------------------------- | ----------------------------------------------------------------------- | ------------- |
| ۲۰۰۳–۲۰۰۴  | سسمی استریت                        | خودش                      | ۲ قسمت                                                                  | [ ۶۳ ] [ ۶۴ ] |
| ۲۰۰۴       | بازیچه هیتلر: داستان مارگارت لمبرت | راوی                      | مستند                                                                   | [ ۴۳ ]        |
| ۲۰۰۶       | پخش زنده شنبه شب                   | مهمان                     | قسمت: «ناتالی پورتمن / فال اوت بوی»                                     | [ ۶۵ ]        |
| ۲۰۰۶       | نسل‌کشی ارمنی‌ها                     | گوینده                    | مستند                                                                   | [ ۶۶ ]        |
| ۲۰۰۷، ۲۰۱۲ | سیمپسون‌ها                          | دارسی (صداپیشه)           | قسمت‌ها: «بزرگ‌دختر کوچک»، «مون‌شاین ریور»                                 | [ ۶۷ ] [ ۶۸ ] |
| ۲۰۰۷       | نجات نوعی گونه                     | مهمان                     | قسمت: «گوریل‌ها در مرز»                                                  | [ ۶۹ ]        |
| ۲۰۱۷       | انجی ترایبکا                       | کریستینا کرفت             | قسمت: «باورنکردنی به نظر می‌رسد، اما سی‌اس‌آی: میامی این کار را انجام داد» | [ ۷۰ ]        |
| ۲۰۱۸       | پخش زنده شنبه شب                   | مهمان                     | قسمت: «ناتالی پورتمن / دوآ لیپا»                                        | [ ۷۱ ]        |
| ۲۰۲۱       | چه می‌شود اگر… ؟                    | جین فاستر (صداپیشه)       | قسمت: «چه می‌شد اگر... ثور تک فرزند بود؟»                                | [ ۷۲ ]        |
| ۲۰۲۱       | بلوی                               | راوی مستند نهنگ (صداپیشه) | قسمت: «تماشای نهنگ»                                                     | [ ۷۳ ]        |
| ۲۰۲۴       | بانوی دریاچه                       | مدی شوارتز                | همچنین تهیه‌کنندهٔ اجرایی                                                 | [ ۷۴ ]        |

## تئاتر
| سال       | عنوان               | نقش           | توضیحات             | منا.   |
| --------- | ------------------- | ------------- | ------------------- | ------ |
| ۱۹۹۷–۱۹۹۸ | خاطرات یک دختر جوان | آنه فرانک     | میوزیک باکس، برادوی | [ ۷۵ ] |
| ۲۰۰۱      | مرغ دریایی          | نینا زارچنایا | دلاکورت، آف برادوی  | [ ۷۶ ] |

## موزیک ویدئو
| سال  | عنوان            | هنرمند(ها)       | نقش                               | منا.                 |
| ---- | ---------------- | ---------------- | --------------------------------- | -------------------- |
| ۲۰۰۶ | «ناتالیز رپ»     | د لنلی آیلند     | خودش                              | [ ۷۷ ]               |
| ۲۰۰۷ | «امشب برقص»      | پل مک‌کارتنی      | مهمان                             | [ ۷۸ ]               |
| ۲۰۰۸ | «کارمنسیتا»      | دوندرا بانهارت   | شاهزاده خانم کارمنسیتا ساپلینگیتا | [ ۷۹ ] [ ۸۰ ] [ ۸۱ ] |
| ۲۰۱۲ | «ولنتاین من»     | پل مک‌کارتنی      | —                                 | [ ۸۲ ]               |
| ۲۰۱۷ | «قلب مشتاق من»   | جیمز بلیک        | —                                 | [ ۸۳ ]               |
| ۲۰۱۸ | «ناتالیز رپ ۲٫۰» | د لنلی آیلند     | مهمان                             | [ ۸۴ ]               |
| ۲۰۲۰ | «تصور کن»        | گل گدوت و دوستان | مهمان                             | [ ۸۵ ]               |